# Jean-François Tapray
Jean-François Tapray (* um 1738 in Nomeny (Lothringen); † zwischen 1800 und 1818, möglicherweise in Fontainebleau) war ein französischer Komponist, Organist und Cembalist der Klassik.

## Leben
Jean-François Tapray erhielt seine erste musikalische Ausbildung von seinem Vater Jean Taperet, der in verschiedenen Städten Ostfrankreichs Organistenstellen innehatte. Sieben weiteren Kindern erteilte er ebenfalls Unterricht an Tasteninstrumenten, einige von ihnen waren zu Lebzeiten bekannte Musiker. Weiteren Unterricht soll Jean-François Tapray von einem Monsieur Dancier, einem angeblichen Schüler von Domenico Scarlatti, erhalten haben.
Bereits mit fünfzehn Jahren wurde Tapray Organist und Maître de musique an der Stiftskirche „Notre Dame“ in Dole, die über eine von Karl Joseph Riepp erbaute Orgel verfügte. 1758 veröffentlichte Tapray seine ersten Concerti für Cembalo und Streicher. Mit 25 Jahren erhielt er die Stelle des Organisten an der Kathedrale von Besançon, die ebenfalls über eine Riepp-Orgel verfügte. Ab 1768 hatte er vermehrt längere Aufenthalte in Paris, wo er sich als Komponist und Cembalolehrer betätigte. 1772 ließ er sich endgültig in der Hauptstadt nieder und wurde Titularorganist an der neuen Orgel der École royale Militaire, eine Stelle, die er bis zuletzt als Referenz auf seinen Veröffentlichungen vermerkte, obschon er dort 1786 aus gesundheitlichen Gründen seinen Abschied nahm.
Im April 1778 führte er beim Concert spirituel eine Konzertante Sinfonie auf. Danach betätigte er sich hauptsächlich als Klavierlehrer, so waren die Töchter des Opernkomponisten André-Ernest-Modeste Grétry seine Schülerinnen. In den Jahren 1793 und 1794 leitete Tapray in Schloss Fontainebleau mehrere Orchesterkonzerte. Sein letztes Werk, eine Klaviersonate zu vier Händen, erschien 1799. Über seinen Todeszeitpunkt widersprechen sich die verschiedenen Quellen. François-Joseph Fétis, der zeitnah in Paris gelebt hatte, setzte sein Todesjahr auf 1818 an, dies konnte bislang belegt werden.

## Werk
Taprays Werke umspannen den Übergang von der Cembalo zur Pianoforte Zeit. In einigen Werken setzte er beide Instrumente kontrastierend nebeneinander ein. Klaviersonaten sind, wie im 18. Jahrhundert häufig anzutreffen, von einer Violine oder Cello begleitet, während das Tasteninstrument den melodischen Part übernimmt. Die Musik Tapays entspricht dem anmutigen Stil, der in der Zeit vor der Revolution in Frankreich üblich war.
- Op. 1 – 6 Concerti für Cembalo oder Orgel, 3 Violinen, Violoncello obligato (1758)
- Op. 1 – 6 Sonaten für Cembalo und Violine ad libitum (1770)
- Op. 2 – 3 Sonaten für Cembalo und Violine ad libitum (1770)
- Op. 3 – Concerto für Cembalo und Orchester (1771)
- Op. 4 – 4 Sonaten für Cembalo oder Pianoforte (1773, Nr. 1–3 mit obligaten Instrumenten)
- Op. 5 – 4 Sonates en trio für Cembalo, Violine und Viola (1776)
- Op. 6 – 3 Sonates en trio für Cembalo oder Pianoforte, Violine und Viola (1777)
- Op. 7 – 3 Sonaten für Cembalo, Violine und Bass (1778)
- Op. 8 – Symphonie concertante für Cembalo, Pianoforte und Orchester (1778)
- Op. 9 – Symphonie concertante für Cembalo, Pianoforte, Violine und Orchester (1778)
- Op. 10 – 6 Sonaten für Cembalo und begleitender Violine (1779)
- Op. 11 – 3 Sonaten für Cembalo oder Pianoforte (1780)
- Op. 12 – Sinfonie für Cembalo und Orchester (1780)
- Op. 13 – Symphonie concertante für Cembalo, Pianoforte und Orchester (1783)
- Op. 15 – Symphonie concertante für Cembalo, Pianoforte und Orchester ad libitum (um 1782/83)
- Op. 16 – 3 Sonaten für Cembalo oder Pianoforte und 2 Violinen ad libitum (1784)
- Op. 17 – 6 Sonaten für Pianoforte (1784)
- Op. 18 – 2 Quartette für Cembalo oder Pianoforte, Klarinette oder Violine, Viola, Fagott oder Violoncello (1784)
- Op. 19 – Quatuor concertant für Cembalo oder Pianoforte, Flöte oder Violine, Viola, Fagott oder Violoncello (1784)
- Op. 20 – Quatuor concertant (1784)
- Op. 21 – 2 Sinfonien für Cembalo und Orchester (1784)
- Op. 22 – 3 Sonaten für Cembalo oder Pianoforte (1785)
- Op. 23 – 2 Sonaten für Cembalo oder Pianoforte, Violine und Violoncello (1788)
- Op. 24 – 3 Sonaten für Cembalo oder Pianoforte und Violine ad libitum (1788)
- Op. 25 – 6 „Sonates très faciles“ für Cembalo und Violine ad libitum (1789)
- Op. 28 – 3 Sonaten für Pianoforte
- Op. 29 – „Sonate pour pianoforte à quatre mains“ (1799)